# Braunschweiger Rundschau
Die Braunschweiger Rundschau (BR) war eine regionale deutsche Wochenzeitung für Braunschweig und Umgebung. Die Nullnummer erschien im Frühjahr 1983, im Frühsommer 1984 erschien die letzte Ausgabe.

## Geschichte
Anfang 1983 gab es in Braunschweig den Versuch, analog ähnlich aufgebauter Zeitungen wie der Kieler Rundschau, der Hamburger Rundschau oder der Karlsruher Rundschau eine werbefreie Wochenzeitung mit dem Titel Braunschweiger Rundschau zu gründen.
Die nötigen Finanzmittel sollten über eine Genossenschaft bereitgestellt werden. Da sich aber nicht genügend Genossenschaftsmitglieder fanden, konnte dieses Ziel nicht erreicht werden. Nach knapp einem Jahr und insgesamt fünf Ausgaben musste die Braunschweiger Rundschau im Juni 1984 bereits wieder eingestellt werden.